# Miejskie Przedsiębiorstwo Komunikacyjne w Tarnowie
Miejskie Przedsiębiorstwo Komunikacyjne w Tarnowie – przewoźnik autobusowy, świadczący usługi na terenie Miasta Tarnowa. Utworzone w 1911 r. poprzez uruchomienie linii tramwajowej. W 1994 r. przedsiębiorstwo przekształcono w spółką komunalną, w której 100% udziałów posiada Gmina Miasta Tarnowa. MPK obsługuje 22 linie (od 1 lutego 2025 r.) autobusowych, których organizatorem jest Zarząd Dróg i Komunikacji w Tarnowie.

## Historia
Lata 1911–1929

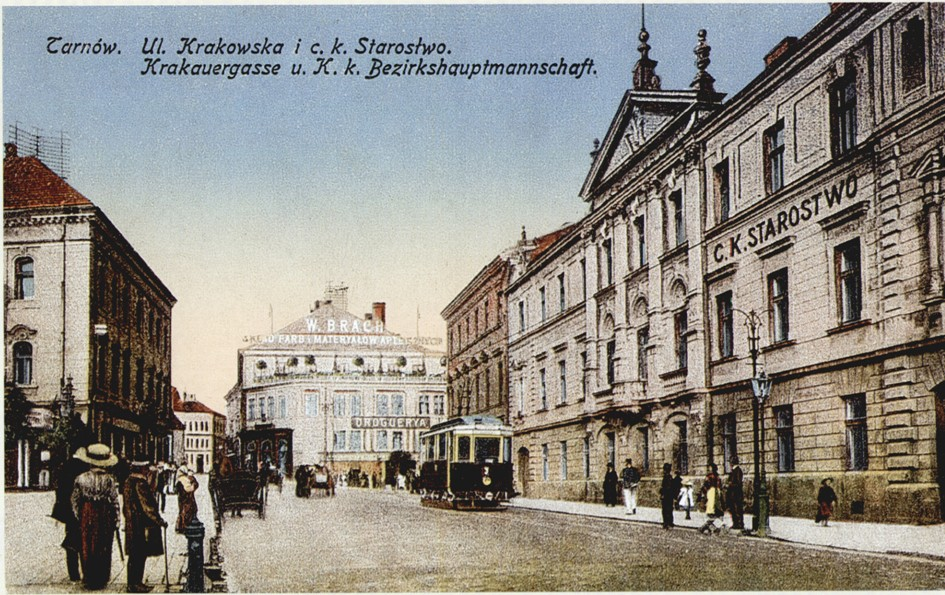
Tramwaj na ulicy Krakowskiej w Tarnowie

Początek komunikacji zbiorowej w Tarnowie wiąże się z uruchomieniem 25 września 1911 r. linii tramwajowej łączącej dworzec kolejowy ze wschodnią częścią miasta. Do obsługi linii zakupiono 8 wagonów tramwajowych (typu Sanok SW1). W latach 20. XX wieku rząd podjął decyzję o budowie w Świerczkowie pod Tarnowem Państwowej Fabryki Związków Azotowych. W związku z tym władze miasta zdecydowały o uruchomieniu linii autobusowej do zakładu w Mościcach. Oprócz linii na zachód od miasta (do Azotów) utworzono połączenie wioski na wschód od miasta – Rzędzina – z mostem na Białej w ciągu ulicy Krakowskiej.
Lata 1930–1950
Na początku lat 30. XX wieku tarnowska komunikacja odczuła skutki wielkiego kryzysu w gospodarce. Wiele osób w mieście straciło pracę, a linie przestały być rentowne. Zlikwidowano więc obie linie autobusowe, a na linii tramwajowej ograniczono przywileje na przejazdy. W 1942 niemieccy okupanci zlikwidowali linię tramwajową. W zamian sprowadzono dwa używane autobusy, które kursowały na trasach: Tarnów – Fabryka Azotowa oraz Rzędzin – ulica Czerwona w Mościcach. W 1944 pojazdy zostały wywiezione z miasta. Po wojnie rozpoczęto przebudowę miasta, budowę nowych zakładów pracy oraz rozbudowę istniejących. Magistrat podjął decyzję o reaktywowaniu linii autobusowej komunikacji miejskiej.
Lata 1951–1968

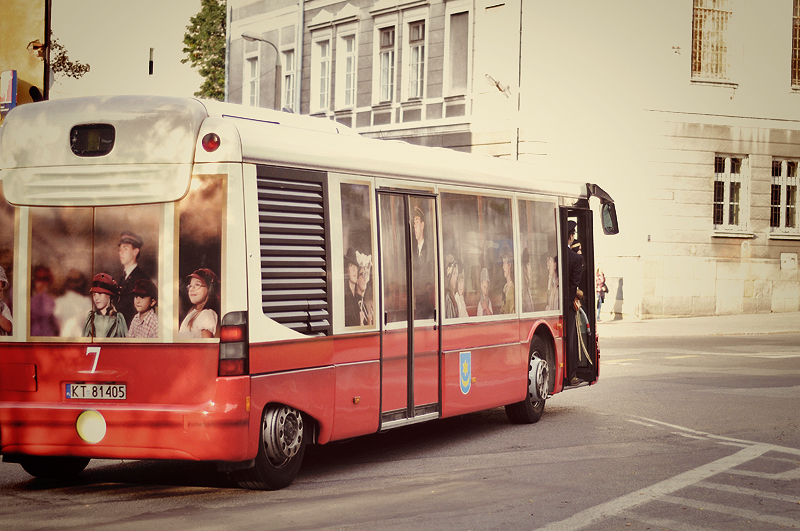
Mercedes Cito stylizowany na przedwojenny tramwaj

W 1951 roku powołano Miejską Komunikację Samochodową przy Miejskim Przedsiębiorstwie Gospodarki Komunalnej. W tym czasie kursowały dwie linie z Rzędzina do Mościc. W 1953 r. utworzono 3. linię do nowych zakładów M-7 na Piaskówce (potem Tamel Tarnów). Do obsługi linii zakupiono dwa używane autobusy. W 1957 r. MKS przekształcono w samodzielną  spółkę – Miejskie Przedsiębiorstwo Autobusowe, a w 1958 roku powołano Radę Zakładową liczącą 7 osób. Firma obsługiwała 5 linii autobusowych mając do dyspozycji 21 pojazdów: 13 węgierskich MÁVAGÓW i 8 polskich Starów, zatrudniała 101 pracowników.
W tym samym roku spółka zakupiła 4 nowe autobusy marki San. Zajezdnia autobusowa mieściła w pofolwarczych budynkach dawnej posiadłości rodziny Sanguszków. Z czasem budynki zostały przystosowane do potrzeb przedsiębiorstwa. W 1960 roku połączono wszystkie podmiejskie osiedla z miastem. Zakupiono 16 nowych Sanów oraz wycofano z eksploatacji stare MÁVAGI.
W związku z rozwojem firmy pojawiła się potrzeba budowy nowej zajezdni. Budowę nowej siedziby rozpoczęto w 1962 r., budowa trwała kilka lat. W latach 1962–1968 zmieniano tabor (Jelcz 272 MEX), budowano zajezdnię oraz rozwijano siatkę połączeń z okolicznymi miejscowościami. Uroczyste otwarcie nowej zajezdni miało miejsce w sierpniu 1968 roku. W tym czasie spółka posiadała 88 autobusów, 10 taksówek bagażowych oraz 3 mikrobusy. Przedsiębiorstwo obsługiwało 18 linii autobusowych kursujący do 13 miejscowości. Były to m.in.: Zgłobice, Skrzyszów, Lisia Góra, Żabno, Tarnowiec, czy Nowodworze.
Lata 1968–1979

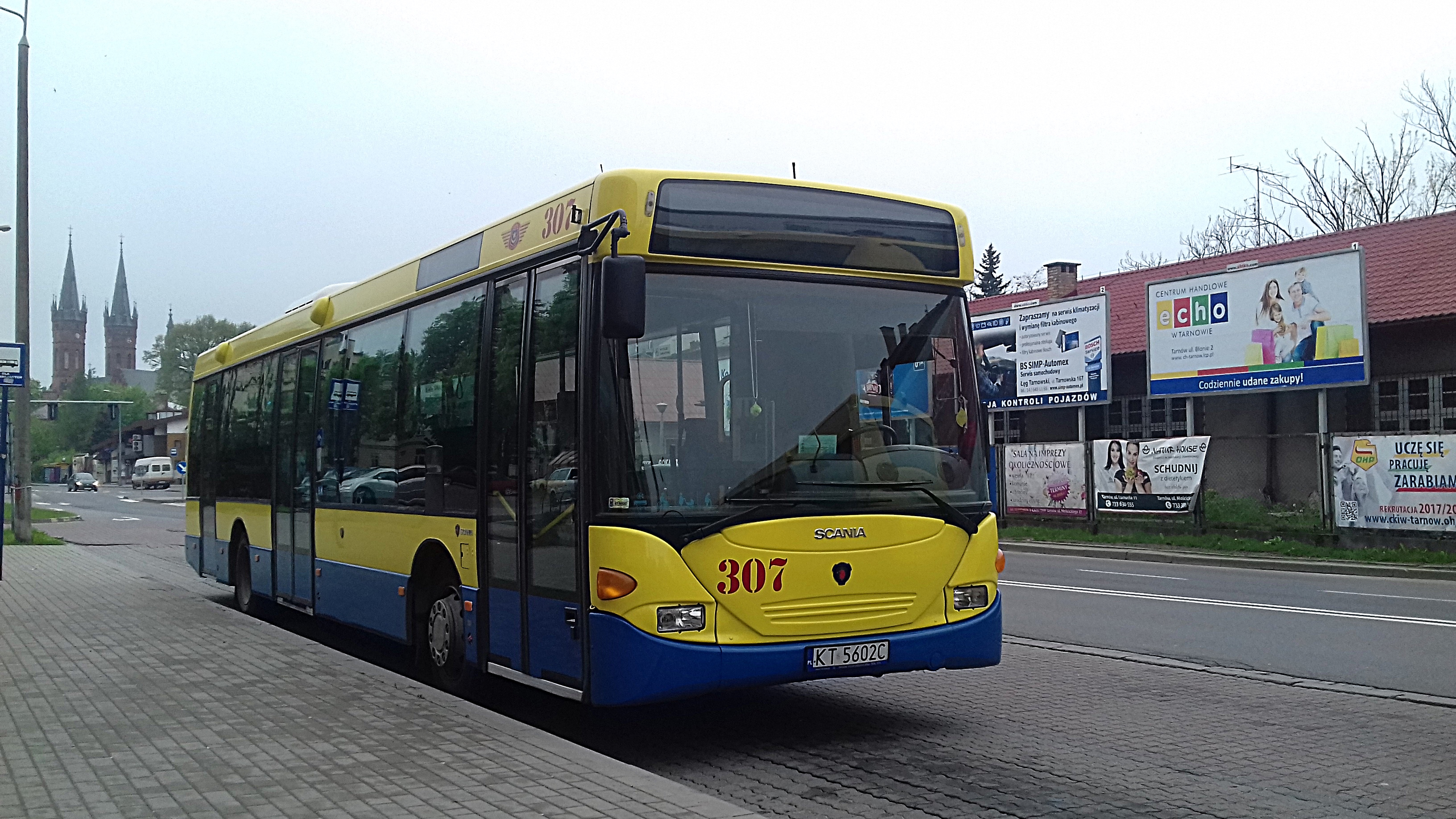
Scania CL94UB Omnilink MPK Tarnów

Tworzono nowy połączenia. W latach 1968–1974 utworzono 8 nowych połączeń m.in. do: Pleśniej, Wierzchosławic, Błonia i Rzuchowej, a z autobusów zniknęli konduktorzy.  Ważną datą dla MPA była data 1975 roku, kiedy to decyzją wojewody tarnowskiego Jana Sokołowskiego firmę przekształcono w Wojewódzkie Przedsiębiorstwo Komunikacyjne z oddziałami w Bochni, Brzesku i Dębicy. Z podsumowania 1976 roku wynika, że WPK posiadało 190 autobusów. W 2. połowie lat 70. XX w. stan gospodarki w Polsce pogorszył się. Mimo to spółka nadal się rozwijała i tworzyła nowe połączenia komunikacyjne. W 1978 roku zakupiono pierwszy autobusy Jelcz Berliet. W 1979 r. wprowadzono zmiany, które pomogły w przewozie mieszkańców miasta: połączono Szynwałd ze Zbylitowską Górą, Pogórską Wolę z Błoniem i Łękawicę z Wojniczem. Ponadto uruchomiono nowe połączenia do Mikołajowic i Łętowic.
Lata 1980 – 1992

W 1980 r. odbył się pierwszy strajk komunikacji miejskiej. Trwał on tydzień od 3 do 10 września. W tym czasie autobusy nie wyjechały na ulice miasta i okolicznych miejscowości. Celem strajku było m.in. podniesienie wypłat dla pracowników. Po spełnieniu przez zarząd spółki postulatów pracowników autobusy powróciły na ulice. Aby poprawić sytuację przedsiębiorstwa uporządkowano gospodarkę taborową, wprowadzono stałą obsadę kierowców w autobusach oraz oddano do użytku drugi plac postojowy na Rzędzinie.  
Uruchamiano kolejne linie m.in. do Trzemesnej, Luszowic, Radłowa, Wesołej, czy Tuchowa. Powstała również linia na basen przy ul. Krasickiego (dzisiaj Piłsudskiego) oraz na Tamel. Obie linie kursowały z osiedla Jasna. W 1986 r. uroczyście obchodzono jubileusz 75-lecia komunikacji miejskie w Tarnowie. WPK dysponowało 160 pojazdami Jelcz Berliet. W kolejnych latach starano się rozwiązywać problemy z infrastrukturą: przy ulicy Lwowskiej oddano 3 place postojowe na 150 autobusów (w ten sposób odciążono zajezdnię przy ul. Okrężnej), zbudowano budynek administracyjno-socjalny na potrzeby spółki. Zmodernizowano halę napraw, uruchomiono punkt kontrolny przy Al. Jana Pawła II i punkt ekspedycyjny na pętli autobusowej w Mościcach. 31 lipca 1989 r. rozpoczął się kolejny strajk. Zakończono go 3 sierpnia podpisaniem porozumienia. W 1991 roku przedsiębiorstwo obchodziło 80-lecie istnienia. Spółka posiadała 209 pojazdów.
Lata 1993–2010

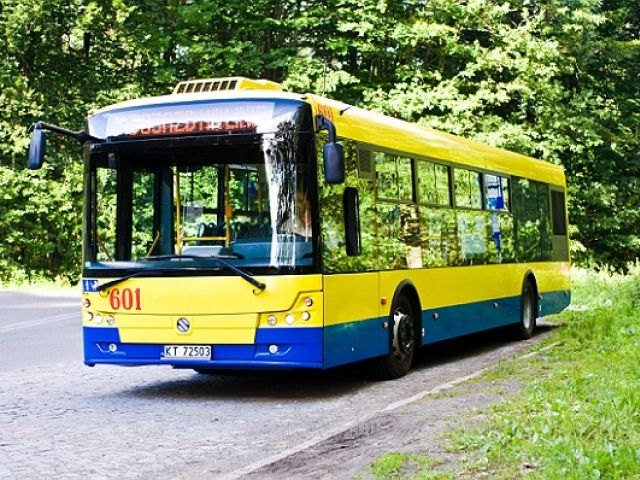
Solbus SM12

Końcem 1993 roku zostało powołane Miejskie Przedsiębiorstwo Komunikacyjne Spółka z ograniczoną odpowiedzialnością w Tarnowie. Prawnie działa od 1 stycznia 1994 roku. 100% udziałów objęła Gmina Miasta Tarnowa. Początek lat 90. XX wieku przyniósł wzrost bezrobocia, zmiany gospodarcze, rozwój transportu indywidualnego. Mniejsza ilość pasażerów oraz niechęć okolicznych gmin do partycypowania w komunikację publiczną przyczyniła się do likwidacji znacznej większości linii podmiejskich. W mieście też modyfikowano linie. Wraz z rozpoczęciem funkcjonowania Wojewódzkiego Szpitala im. św. Łukasza przy ul. Lwowskiej utworzono linię łączącą osiedle Koszyckie z nowy szpitalem.
W latach 1997 – 1998 z pomocą miasta zakupiono 29 nowych autobusów: 22 Jelcze 120MM/1, 3 Jelcze 120MM/2 i 4 niskopodłogowe Many NL222. Siedziba firmy przeszła kompleksową komputeryzację. W 1998 roku firma wzbogaciła się o myjnie wieloszczotkową z obiegiem zamkniętym. Zakupiono 8 autobusów Volvo B10M Wiima. W 2000 roku spółka zakupiła 2 niskopojemnościowe autobusy Jelcz L100I. Od 1 stycznia 2001 r. organizację komunikacji przejął Zarząd Komunikacji Miejskiej w Tarnowie (dzisiaj ZDiK). W ten sposób MPK stało się firmą wykonującą zlecenia ZKM.
W latach 2002–2007 modernizacji poddane zostały pojazdy Jelcz PR110. 18 Jelczy PR100M przystosowano do zasilania gazem CNG. W 2004 przedsiębiorstwo wzbogaciło się o 3 nowe Jelcze M101I. W 2007 roku spółka zakupiła 4 nowe niskopodłogowe autobusy IVECO 65C oraz 4 autobusy Volvo B10BLE-60 CNG, a kolejnych 8 w 2008 roku.
Lata 2008–2017

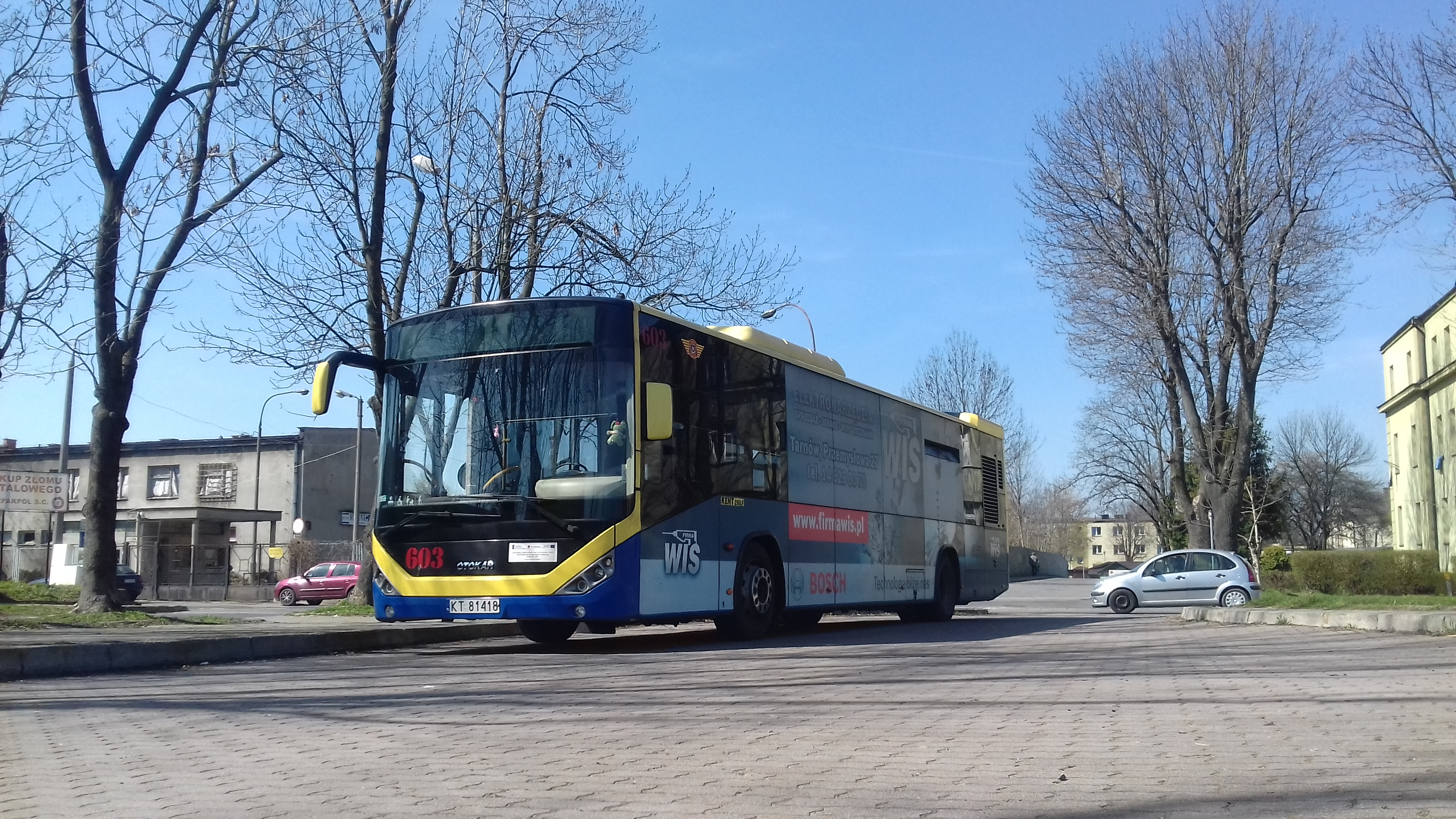
Otokar Kent 290LF

W 2008 r. na ulicach Tarnowa pojawiły się niskopojemnościowe autobusy o napędzie hybrydowym Mercedes-Benz O520. W 2009 roku spółka zakupiła 2 używane autobusy Solbus SM12. Pojazdy są niskopodłogowe.
W 2011 roku komunikacja miejska w Tarnowie obchodziła 100 lat swojej działalności. W tym samym roku spółka zakupiła 8 nowych pojazdów Otokar Kent 290LF. Autobusy są niskopodłogowe, klimatyzowane, napędzane silnikami Diesla. Zakup 2 Solbusów i 8 Otokarów  był współfinansowany z Europejskiego Funduszu Rozwoju Regionalnego. Do 2012 roku spółka obsługiwała 21 linii, posiadała 89 autobusów. Od 2013 r. firma obsługuje wszystkie linie po wygranym przetargu z PKS Tarnów. W latach 2012 – 2013 przedsiębiorstwo zakupiło 11 nowych Otokarów Kent C. Są to niskopodłogowe, klimatyzowane autobusy napędzane silnikami Diesla. Zakup pojazdów był współfinansowany z Europejskiego Funduszu Rozwoju Regionalnego.
W 2015 r. firma zakupiła 5 nowych autobusów Solaris Urbino 12 III generacji wyposażonych w silniki Cummins spełniające normę spalin EURO 6. Pojazdy są niskopodłogowe, klimatyzowane, napędzane silnikami Diesla, posiadają ładowarki USB. W 2016 r. zakupiono 10 używanych pojazdów Scania CL94UB. Pojazdy są niskopodłogowe, napędzane silnikami Diesela.
W 2017 r. MPK zakupiło 5 fabrycznie nowych niskopodłogowych autobusów Scania Citywide 12LF napędzanych silnikami Diesla spełniających normę spalin Euro 6. Pojazdy są niskopodłogowe, klimatyzowane wyposażone w: ładowarki USB, sterowniki światłami, monitory LCD, które  wskazują trasę pojazdu. Dzięki zakupowi nowych autobusów spółka wycofała z eksploatacji autobusy Volvo B10BLE-60 CNG.
Rok 2018

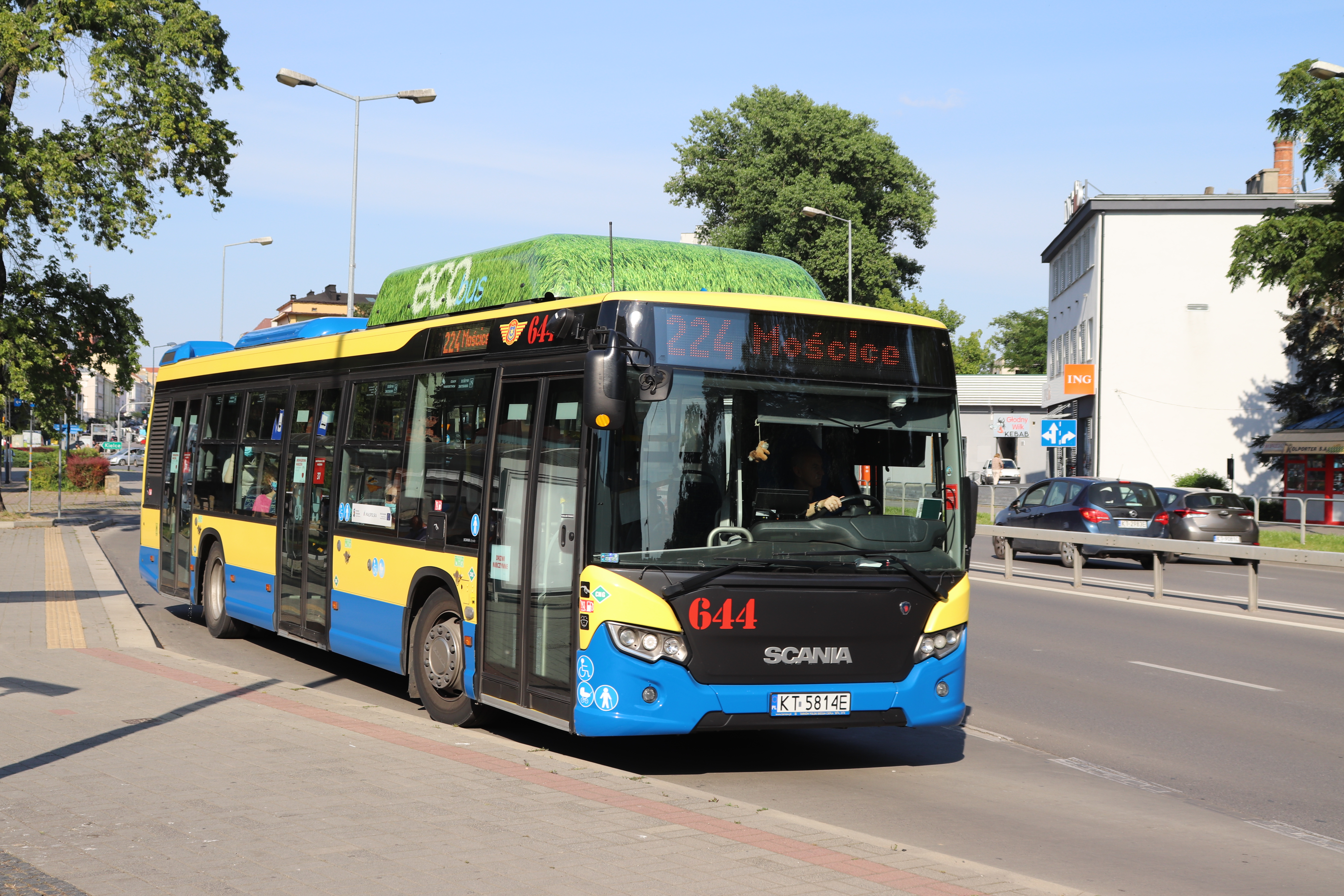
Tarnowska Scania CityWide 12 LF CNG

21 czerwca 2018 na ul. Wałowej miała miejsce uroczysta prezentacja autobusów Scania Citywide 12 LF CNG połączona z konferencją "Ekologiczny Tarnów" zorganizowanej przez PGNiG Obrót Detaliczny, MPK Tarnów oraz Miasto Tarnów. Trakcie konferencji została podpisana umowa na dostawę gazu CNG przez MPK Tarnów, MPGK Tarnów, PUK Tarnów, Miasto Tarnów oraz PGNiG. Do 2020 r. roczny wolumen dostaw gazu ma wynosić blisko 1 mln m³ gazu. Realizacja umowy pozwoli na rozwój floty MPK do co najmniej 32 pojazdów. Prezes MPK przestawił plany spółki, które zakładają, że do 2028 r. tabor tarnowskiej spółki będzie składał się w 1/3 z autobusów gazowych, 1/3 z autobusów elektrycznych i 1/3 z pojazdów zasilanych biodieslem. W trakcie trwania konferencji na zaproszenie MPK i prezydenta Tarnowa 300 dzieci udało się na uroczystą przejażdżkę kawalkadą przez ulice Tarnowa do Parku Strzeleckiego, gdzie czekało ich dużo atrakcji.
24 lipca 2018 r. na terenie zajezdni MPK zostały zaprezentowane autobusy MAN Lion’s City A37. Są to w pełni niskopodłogowe, dwunastometrowe autobusy napędzane silnikami spełniającymi normę emisji spalin Euro 6. Podobnie jak wcześniej zakupione Scanie są wyposażone w monitor LCD, klimatyzację, okna przesuwne, ładowarki USB. Są to kolejne autobusy zakupione w ramach projektu "Poprawa jakości komunikacji miejskiej na obszarze działania Zarządu Dróg i Komunikacji w Tarnowie".
30 września 2018 r. miało miejsce symboliczne pożegnanie ostatniego Jelcza podczas pikniku Dzień Babiego Lata. Poradą w stylu lat 70., pod egidą tarnowskiego zespołu Leliwa Jazz Band wszyscy zebrani odprowadzili Jelcza w ostatnią podróż. Głównym bohaterem był Jelcz 120M numerem taborowym 235.
W piątek 4 listopada MPK zaprezentowało niespełna dziewięciometrowego Solarisa Urbino 8,6. Pojazd jest napędzany silnikiem Diesla, który spełnia normę spalin Euro6, który jest zblokowany z automatyczną skrzynią biegów. Autobus jest w pełni niskopodłogowy, posiada tzw. przyklęk, tablicę LCD wskazującą trasę pojazdu, ładowarki USB, klimatyzację przestrzeni pasażerskiej, 4 uchylane okna, monitoring wizyjny, białe tablice świetlne. Na przełomie listopada i grudnia do Tarnowa dotarły ostatnie pojazdy w ramach projektu Nr RPMP.04.05.02-12-0353/17 pt. Poprawa jakości komunikacji miejskiej na obszarze działania Zarządu Dróg i Komunikacji w Tarnowie.
W grudniu w autobusach Iveco 65C (Kapena), Mercedes-Benz O520, Scania CL94UB, Solaris Urbino 12 i Solbus SM12 zamontowano wewnętrzne tablice LCD oraz wycofano z eksploatacji ostatni pojazd MAN NL 222.
W latach 2015 – 2018 MPK zakupiło 45 nowoczesnych autobusów napędzanych silnikami na gaz CNG oraz silnikami Diesla. Stanowi to prawie 50% taboru jakim dysponuje przedsiębiorstwo. Dzięki wymianie autobusów poprawiła się jakość komunikacji miejskiej w Tarnowie. Wszystkie pojazdy są klimatyzowane, wyposażone w wewnętrzne tablice LCD, ładowarki USB oraz są niskopodłogowe. Wysiłek inwestycyjny jaki podjęło MPK nie miało jeszcze miejsca w historii przedsiębiorstwa.  
W grudniu przedsiębiorstwo złożyło kolejny wiosek o dofinansowanie m.in. na zakup 5 nowoczesnych autobusów klasy MIDI zasilanych gazem CNG oraz nowych systemów.
Lata 2019 ...

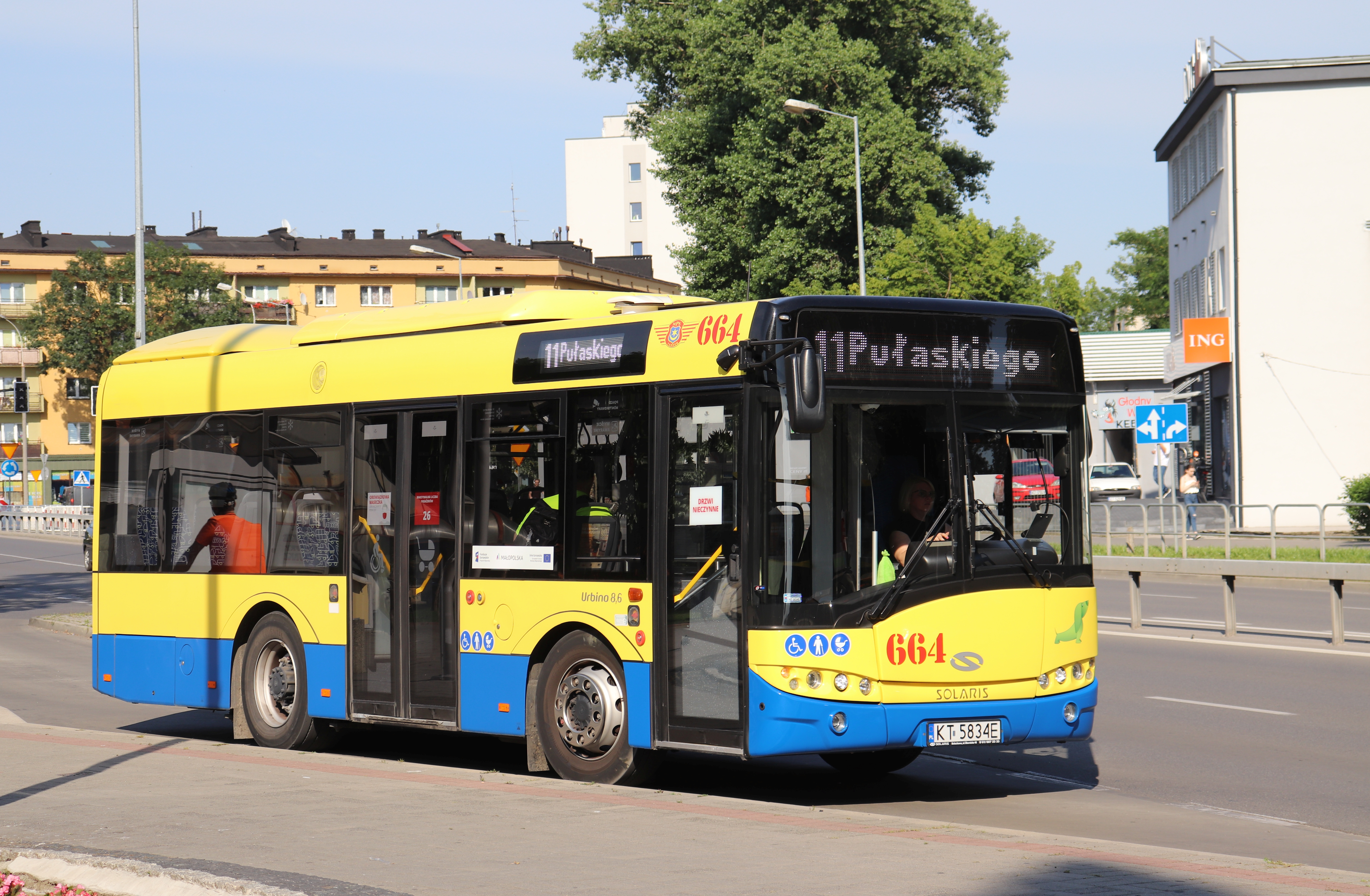
Tarnowski Solaris Urbino 8,6 (2020)

W maju 2019 r. zakończono eksploatację wszystkich Jelczy. Z eksploatacji został wycofany ostatni Jelcz M101I.   
14 sierpnia zostały opublikowane wyniki naboru o dofinansowanie w ramach poddziałania 4.5.2. Niskoemisyjny transport miejski – SPR. MPK uzyskało pozytywny wynik i otrzymało pełne wnioskowane dofinansowanie w wysokości 6,95 mln zł. W ramach projektu MPK zakupi 5 nowoczesnych autobusów o długości 10 – 11 metrów zasilanych gazem CNG. Oprócz autobusów MPK zakupi nowy pojazd techniczny, zmodernizuje halę napraw, wymieni radiostację oraz sterowniki we wszystkich autobusach, zintegruje system Tarnowskiego Roweru Miejskiego z autobusami MPK oraz wyposaży 30 pojazdów w kamery cofania. Wymiana sterowników pozwoli na jeszcze wyższą precyzję dynamicznej informacji pasażerskiej przekazywanej m.in. do tablic informacyjnych umieszczonych na przystankach, a w przyszłości na dokonywanie płatności za przejazd kartą płatniczą. Zostanie zamontowany nowy system liczenia pasażerów, który będzie wysyłał dane do ZDiK o napełnieniu autobusów.
W sierpniu spółka zakupiła 5 używanych niskopodłogowych Scanii CN270UB z napędem na sprężony gaz ziemny CNG. W grudniu rozstrzygnięto przetarg na zakup 5 nowych gazowych autobusów klasy MIDI oraz zakupiono trzyletni autobus Scania CN320UB CNG.    
W maju 2020 został odebrany nowy autobus Scania Citywide 12 LF z napędem gazowym CNG. W czerwcu zostało odebranych kolejnych 5 nowych autobusów Scania Citywide 10.9 LF CNG.    
W związku z brakiem porozumienia między miastem, a gminami 1 stycznia 2021 r. przewoźnik zaprzestał obsługiwać komunikację na terenach gmin: Tarnów, Lisia Góra i Pleśna.     
1 lutego 2021 r. Jerzy Wiatr złożył rezygnację z funkcji prezesa spółki. W związku z tym 22 lutego decyzją Rady Nadzorczej MPK na stanowisko prezesa zarządu MPK Tarnów Sp. z o.o. została powołana Anna Reising. Anna Reising objęła stanowisko prezesa z dniem 27 lutego, wybrana została na trzyletnią kadencję.

## Programy UE
Od 2011 r. Miejskie Przedsiębiorstwo Komunikacyjne modernizuje tabor przy wsparciu środków unijnych. Od tego czasu spółka otrzymała 4 dofinansowania, zaś 3 z nich zostały zakończone. W ramach zakończonych projektów przewoźnik zakupił 60 fabrycznie nowych autobusów, w tym 22 pojazdy zasilane sprężonym gazem ziemnym (CNG).
| Lp. | Projekt                  | Tytuł | Źródło dofinansowania                                                       | Stan       |
| --- | ------------------------ | --- | --------------------------------------------------------------------------- | ---------- |
| 1.  | MRPO.04.02.01-12-019/10  | Poprawa jakości transportu publicznego w Tarnowie poprzez zakup ekologicznych autobusów oraz systemów monitoringu i liczenia pasażerów | Małopolski Regionalny Program Operacyjny na lata 2007–2013                  | Zakończony |
| 2.  | MRPO.04.02.01-12-074/12  | Poprawa jakości transportu publicznego w Tarnowie poprzez zakup ekologicznych autobusów oraz systemów informacji pasażerskiej i zarządzania ruchem | Małopolski Regionalny Program Operacyjny na lata 2007–2013                  | Zakończony |
| 3.  | RPMP.04.05.02-12-0353/17 | Poprawa jakości komunikacji miejskiej na obszarze działania Zarządu Dróg i Komunikacji w Tarnowie | Regionalny Program Operacyjny Województwa Małopolskiego na lata 2014 – 2020 | Zakończony |
| 4.  | RPMP.04.05.02-12-0298/18 | Zakup niskoemisyjnych autobusów CNG wraz z dostosowaniem zaplecza technicznego, integracja różnych środków transportu i poprawa jakości obsługi podróżnych, budowa i modernizacja telematycznych systemów zarządzania ruchem w celu usprawnienia poruszania się pojazdów komunikacji miejskiej | Regionalny Program Operacyjny Województwa Małopolskiego na lata 2014 – 2020 | Zakończony |

## Tabor
Tabor MPK Tarnów liczy 96 autobusów, z czego 27 jest napędzanych sprężonym gazem ziemnym CNG, a 10 posiada napęd hybrydowy.
Wszystkie autobusy:
- są przystosowane do przewozu osób niepełnosprawnych,
- są wyposażone w:
  - monitoring przestrzeni pasażerskiej
  - system informacji pasażerskiej i zarządzania ruchem
  - klimatyzację
  - wewnętrzne tablice LCD.

| Typ autobusu                | Wyposażenie | Numery taborowe                                                                                         | Eksploatacja od   | Rok produkcji     | Liczba |
| --------------------------- | --- | --- | ----------------- | ----------------- | ------ |
| Kapena Thesi City           | przewóz osób na wózkach · klimatyzacja przestrzeni pasażerskiej · system informacji pasażerskiej · monitoring                 | 283, 284, 285, 286                                                                                      | 2007              | 2007              | 4      |
| Mercedes-Benz O520          | przewóz osób na wózkach · klimatyzacja przestrzeni pasażerskiej · system informacji pasażerskiej · monitoring                 | 290, 291, 292, 293, 295, 296, 297, 298, 299                                                             | 2008              | 2000 – 2001       | 3      |
| Scania CL94UB               | przewóz osób na wózkach · klimatyzacja przestrzeni pasażerskiej · system informacji pasażerskiej · monitoring                 | 300, 301, 302, 303, 304, 305, 306, 307, 308, 309                                                        | 2016              | 2004 – 2005       | 10     |
| Scania CN270UB CNG          | przewóz osób na wózkach · klimatyzacja przestrzeni pasażerskiej · system informacji pasażerskiej · monitoring                 | 310, 311, 312, 313, 314                                                                                 | 2019              | 2010              | 5      |
| Scania CN320UB CNG          | przewóz osób na wózkach · klimatyzacja przestrzeni pasażerskiej · system informacji pasażerskiej · monitoring                 | 315 | 2019              | 2016              | 1      |
| Solbus SM12                 | przewóz osób na wózkach · klimatyzacja przestrzeni pasażerskiej · system informacji pasażerskiej · monitoring                 | 600, 601                                                                                                | 2010              | 2009              | 2      |
| Otokar Kent 290LF           | przewóz osób na wózkach · klimatyzacja przestrzeni pasażerskiej · system informacji pasażerskiej · monitoring                 | 602, 603, 604, 605, 606, 607, 608, 609                                                                  | 2011              | 2011              | 8      |
| Otokar Kent C               | przewóz osób na wózkach · klimatyzacja przestrzeni pasażerskiej · system informacji pasażerskiej · monitoring                 | 610, 611, 612, 613, 614, 615, 616, 617, 618, 619, 620                                                   | 2012 – 2013       | 2012 – 2013       | 11     |
| Solaris Urbino 12 III       | przewóz osób na wózkach · klimatyzacja przestrzeni pasażerskiej · ładowarki USB · system informacji pasażerskiej · monitoring | 621, 622, 623, 624, 625                                                                                 | 2015              | 2015              | 5      |
| Scania CityWide 12 LF       | przewóz osób na wózkach · klimatyzacja przestrzeni pasażerskiej · ładowarki USB · system informacji pasażerskiej · monitoring | 626, 627, 628, 629, 630                                                                                 | 2017              | 2017              | 5      |
| Scania CityWide 12 LF CNG   | przewóz osób na wózkach · klimatyzacja przestrzeni pasażerskiej · ładowarki USB · system informacji pasażerskiej · monitoring | 631, 632, 633, 634, 635, 636, 637, 638, 639, 640, 641, 642, 643, 644, 645, 646, 647, 648, 649, 650, 651 | 2018              | 2018              | 21     |
| Scania CityWide 12 LF CNG   | przewóz osób na wózkach · klimatyzacja przestrzeni pasażerskiej · ładowarki USB · system informacji pasażerskiej · monitoring | 666 | 2020              | 2020              | 1      |
| MAN Lion’s City A37         | przewóz osób na wózkach · klimatyzacja przestrzeni pasażerskiej · ładowarki USB · system informacji pasażerskiej · monitoring | 652, 653, 654, 655, 656, 657, 658, 659, 660                                                             | 2018              | 2018              | 9      |
| Solaris Urbino 8,6          | przewóz osób na wózkach · klimatyzacja przestrzeni pasażerskiej · ładowarki USB · system informacji pasażerskiej · monitoring | 661, 662, 663, 664, 665                                                                                 | 2018              | 2018              | 5      |
| Scania CityWide 10.9 LF CNG | przewóz osób na wózkach · klimatyzacja przestrzeni pasażerskiej · ładowarki USB · system informacji pasażerskiej · monitoring | 667, 668, 669, 670, 671                                                                                 | 2020              | 2020              | 5      |
| Wszystkie pojazdy           | Wszystkie pojazdy | Wszystkie pojazdy                                                                                       | Wszystkie pojazdy | Wszystkie pojazdy | 95     |

| Pojazdy techniczne | Pojazdy techniczne | Pojazdy techniczne |
| Typ pojazdy        | Eksploatacja od    | Liczba             |
| ------------------ | ------------------ | ------------------ |
| Star 266           | 2008               | 1                  |
| Volkswagen Caddy   | 2019               | 2                  |
| Wszystkie pojazdy  | Wszystkie pojazdy  | 3                  |

Legenda

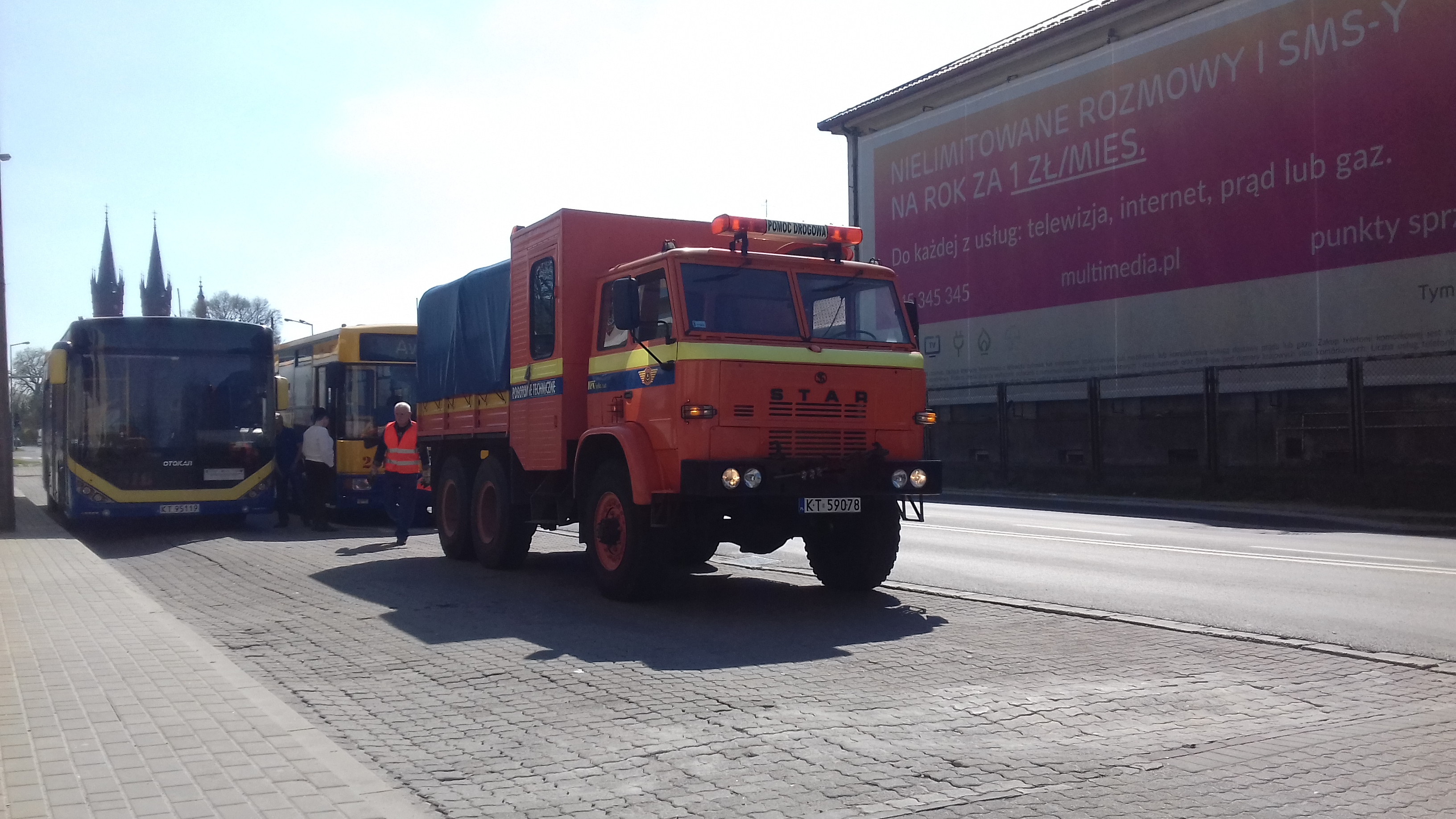
Pojazd techniczny

- Autobus wyposażony w system informacji pasażerskiej
- Autobus niskopodłogowy
- Autobus wyposażony w monitoring
- Autobus wyposażony w klimatyzację przestrzeni
- Autobus wyposażony w ładowarki USB

### Pojazdy eksploatowane w przeszłości
Pojazdu eksploatowane przez Miejskie Przedsiębiorstwo Komunikacyjne (Wojewódzkie Przedsiębiorstwo Komunikacyjne)
| Pojazdy eksploatowane przez WPK/MPK | Pojazdy eksploatowane przez WPK/MPK | Pojazdy eksploatowane przez WPK/MPK        | Pojazdy eksploatowane przez WPK/MPK |
| Nazwa pojazdu                       | Czas eksploatacji                   | Liczba wycofanych / zezłomowanych pojazdów | Liczba wszystkich pojazdów          |
| ----------------------------------- | ----------------------------------- | ------------------------------------------ | ----------------------------------- |
| MÁVAG                               | lata 50. – 60. XX wieku             | 13                                         | 13                                  |
| Star N52                            | lata 50. – 60. XX wieku             | 8                                          | 8                                   |
| Fiat 682 RN2                        | lata 60. XX wieku                   | 1                                          | 1                                   |
| San H25B                            | lata 60. – 70. XX wieku             | 1                                          | 1                                   |
| Jelcz 272 MEX                       | lata 60. – 80. XX wieku             | 3                                          | 3                                   |
| Jelcz PR110M                        | 1987 – 2015                         | 53                                         | 53                                  |
| Jelcz PR110M CNG                    | 1987 – 2018                         | 18                                         | 18                                  |
| Jelcz 120M CNG                      | 1995 – 2018                         | 2                                          | 2                                   |
| Volvo B10M Wiima                    | 1992 – 2008                         | 8                                          | 8                                   |
| MAN NL 222                          | 1997 – 2018                         | 4                                          | 4                                   |
| Jelcz 120MM/1                       | 1997 – 2018                         | 22                                         | 22                                  |
| Jelcz 120MM/2                       | 1998 – 2018                         | 2                                          | 2                                   |
| Jelcz 120M                          | 1998 – 2008                         | 1                                          | 1                                   |
| Jelcz L100I                         | 2001 – 2018                         | 2                                          | 2                                   |
| Jelcz M101I                         | 2004 – 2019                         | 3                                          | 3                                   |
| Volvo B10BLE-60 CNG                 | 2006 – 2017                         | 12                                         | 12                                  |
| Mercedes-Benz O520                  | od 2008                             | 10                                         | 3                                   |

### Pojazdy testowane przez spółkę

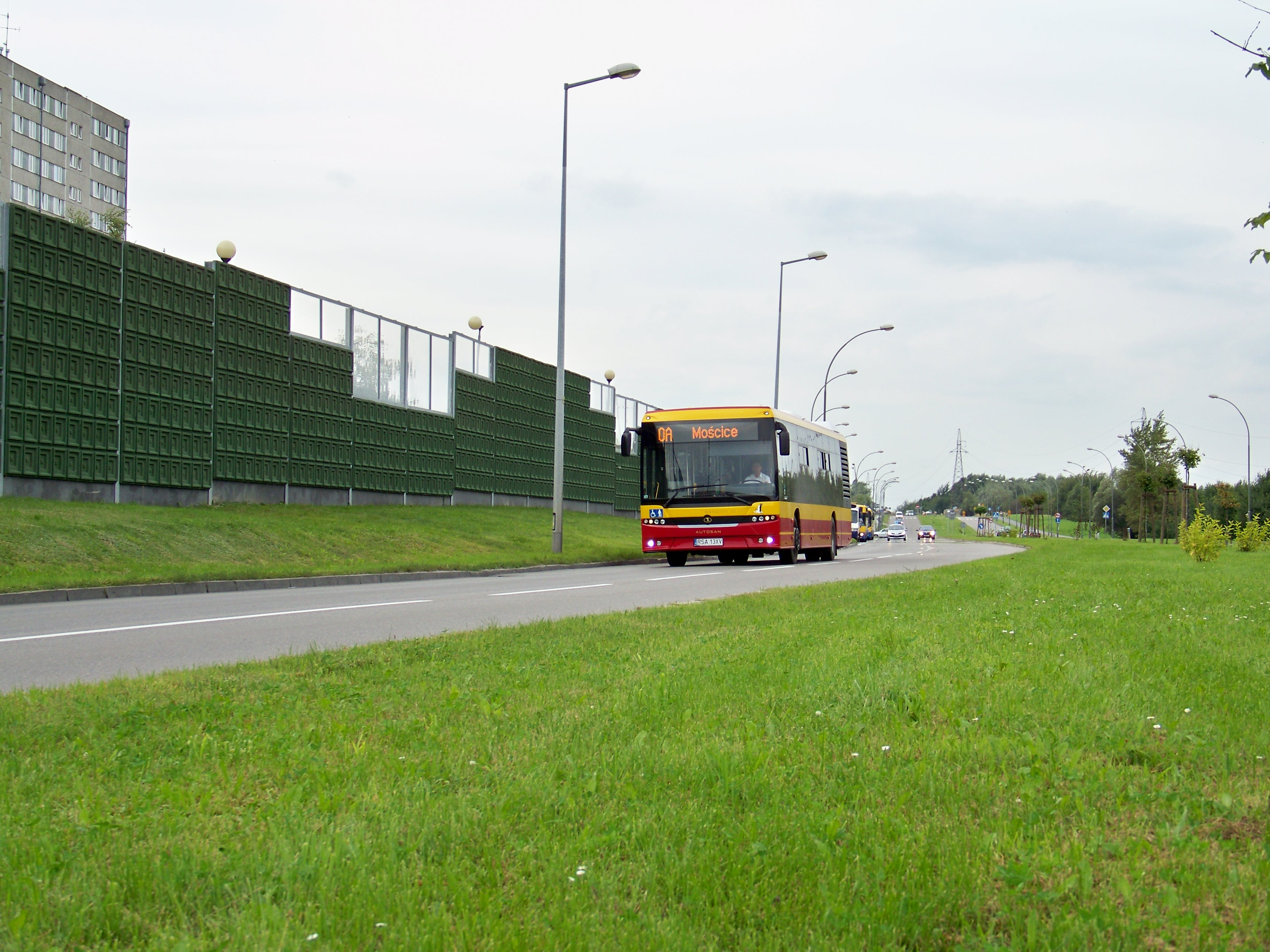
Autosan SanCity 12 LF na tesatach w Tarnowie w 2010 r. (MPKtv.pl)

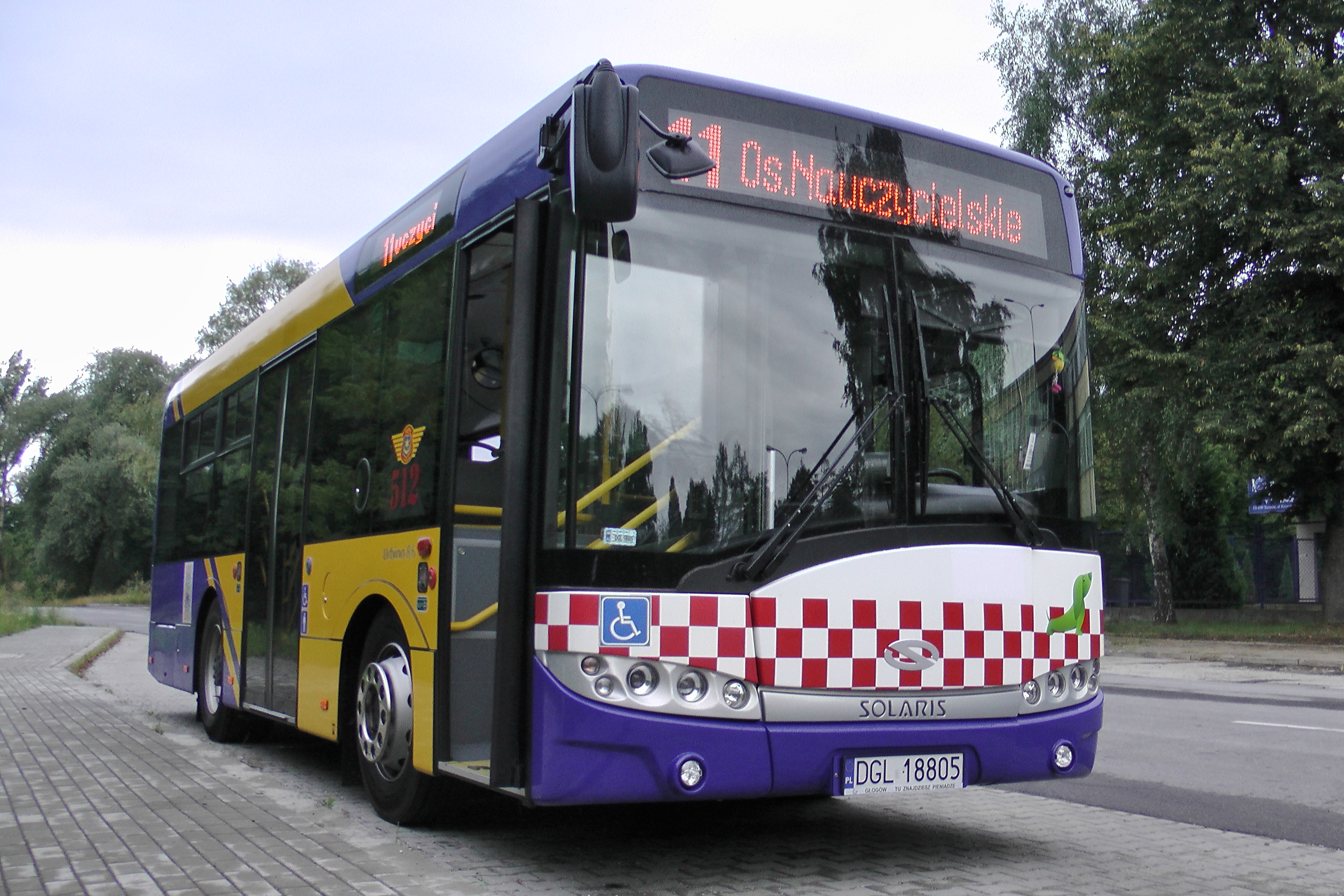
Solaris Urbino 8.6 na testach w Tarnowie w 2015 r. (MPKtv.pl)

Miejskie Przedsiębiorstwo Komunikacyjne testowało 10 autobusów. Są to następujące pojazdy:
- Autosan M12LF.01
- Irisbus Crossway 12 LE
- Isuzu Novocity Life
- Jelcz M121MB
- Karsan Atak
- MAN NL273 Lion`s City
- Otokar Vectio
- Renault Agora S
- Solaris Urbino 8,6
- Solaris Urbino 12 IV
- Solaris Urbino 12 IV electric
- Solaris Urbino 12 III Hybrid
- Volvo 7900 Hybrid

## Sieć komunikacyjna

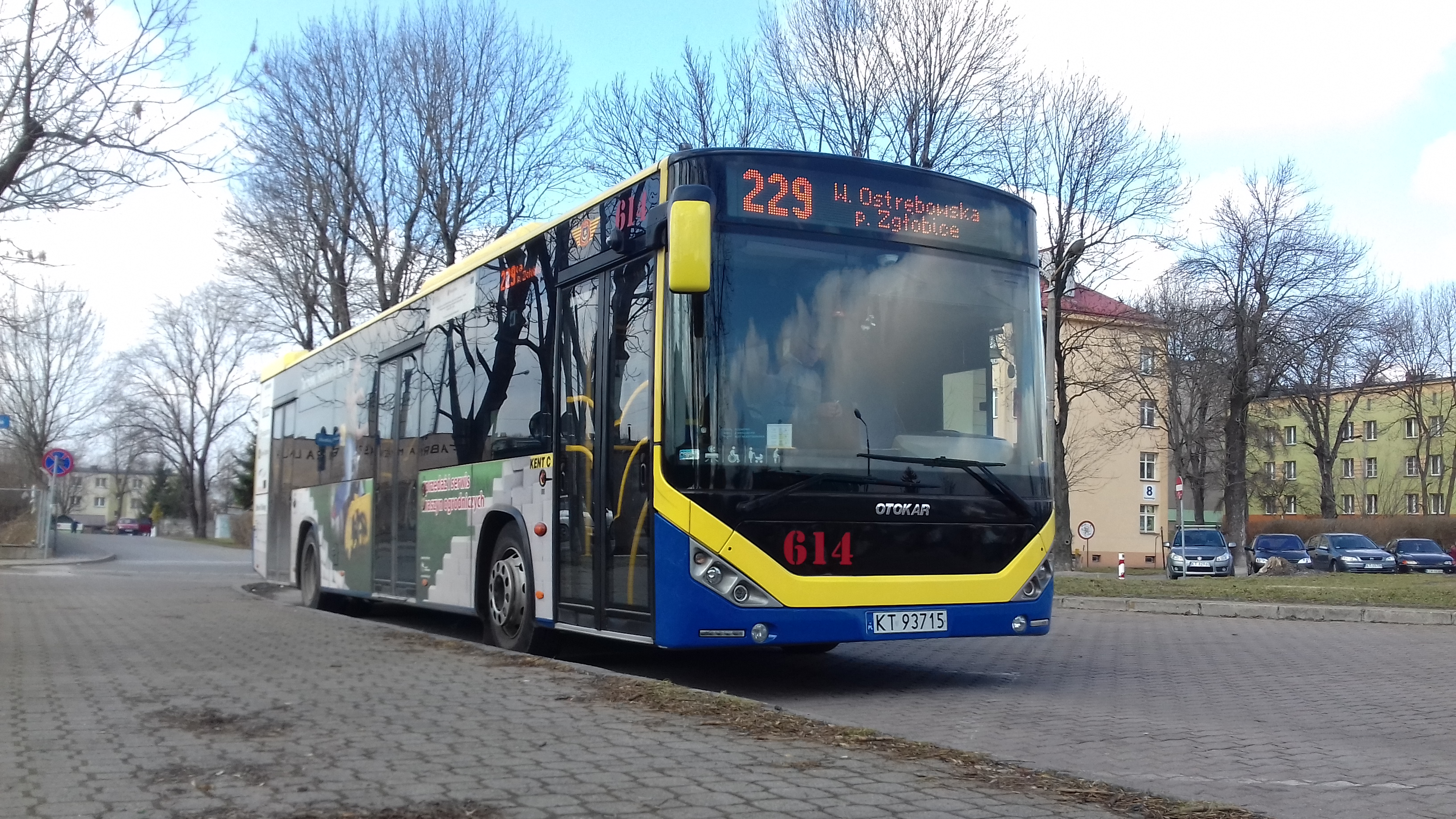
Otokar Kent C

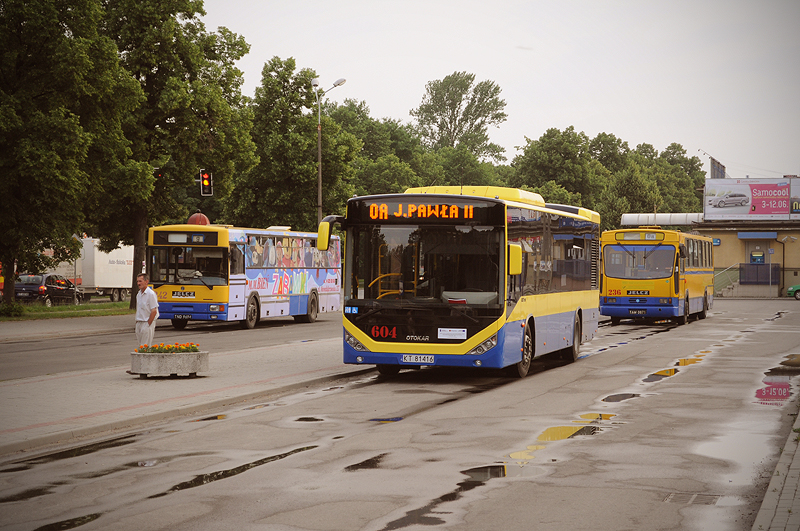
Pętla autobusowa w Tarnowie-Mościcach

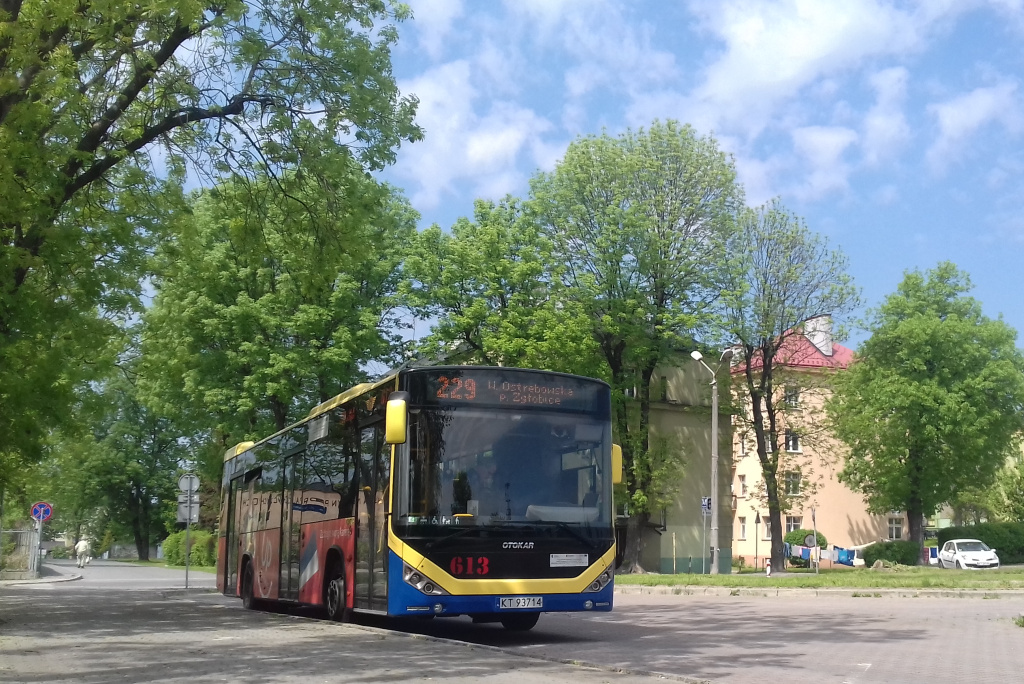
Otokar Kent C

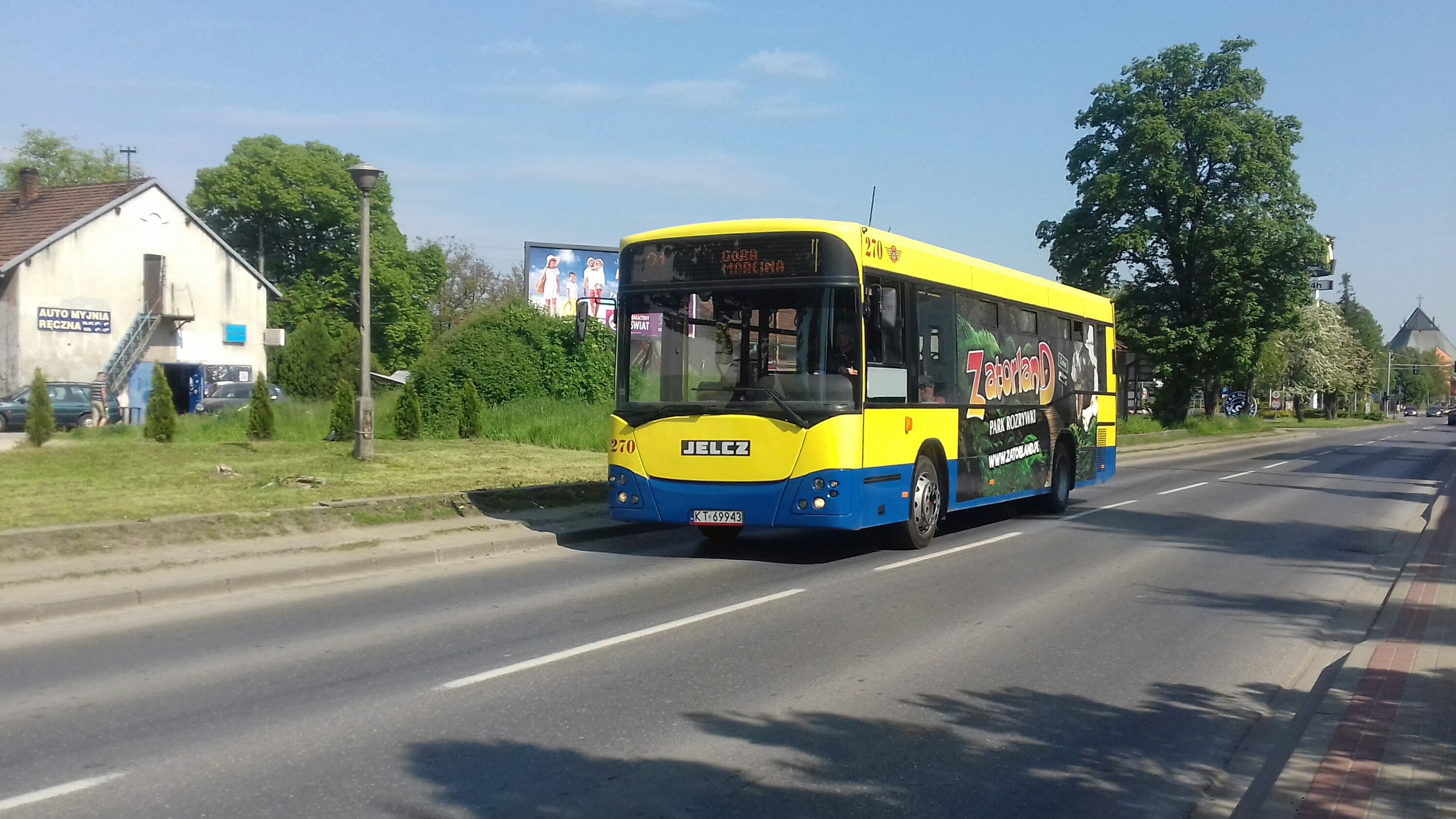
Jelcz M101I

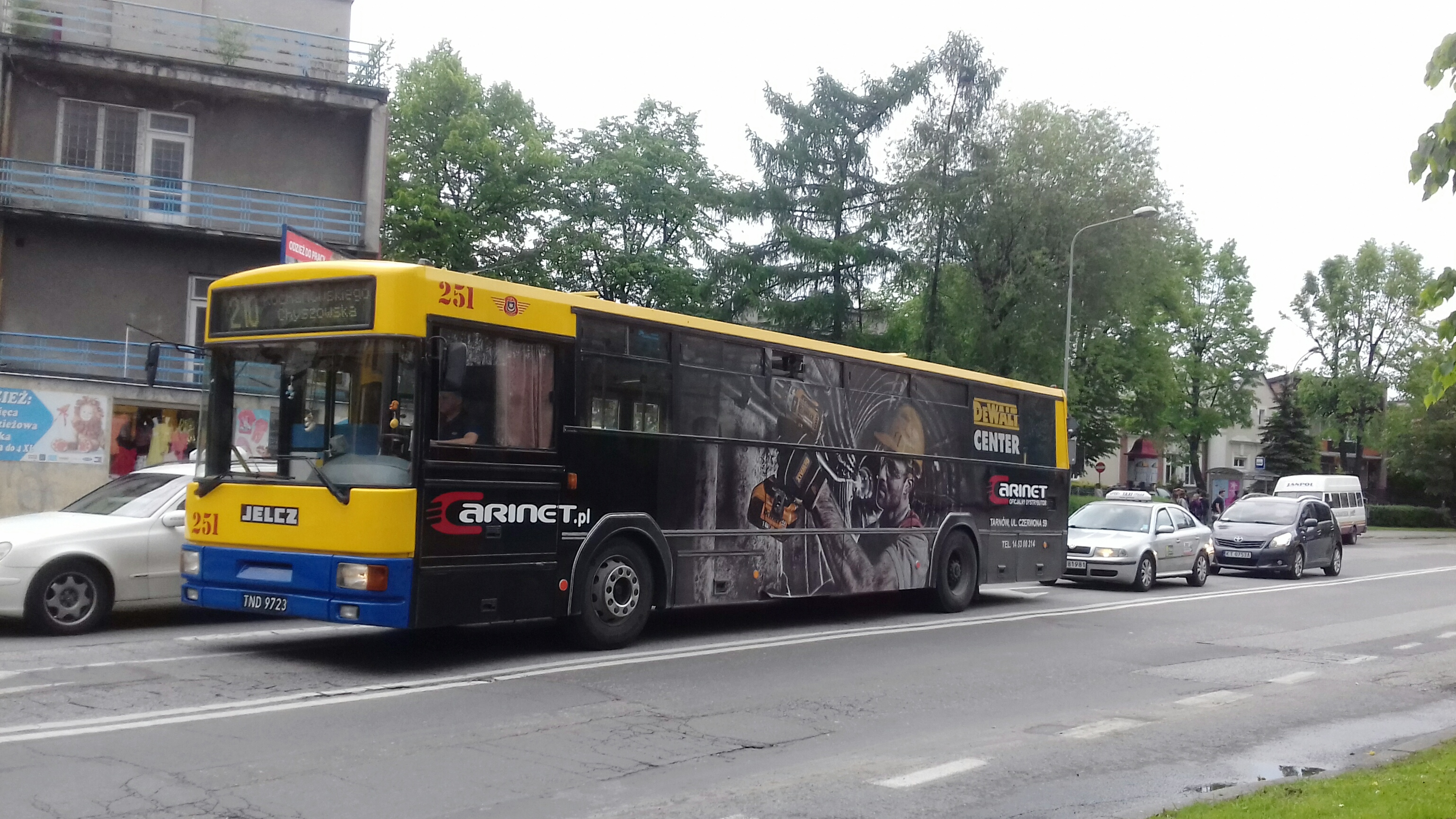
Jelcz 120MM/1

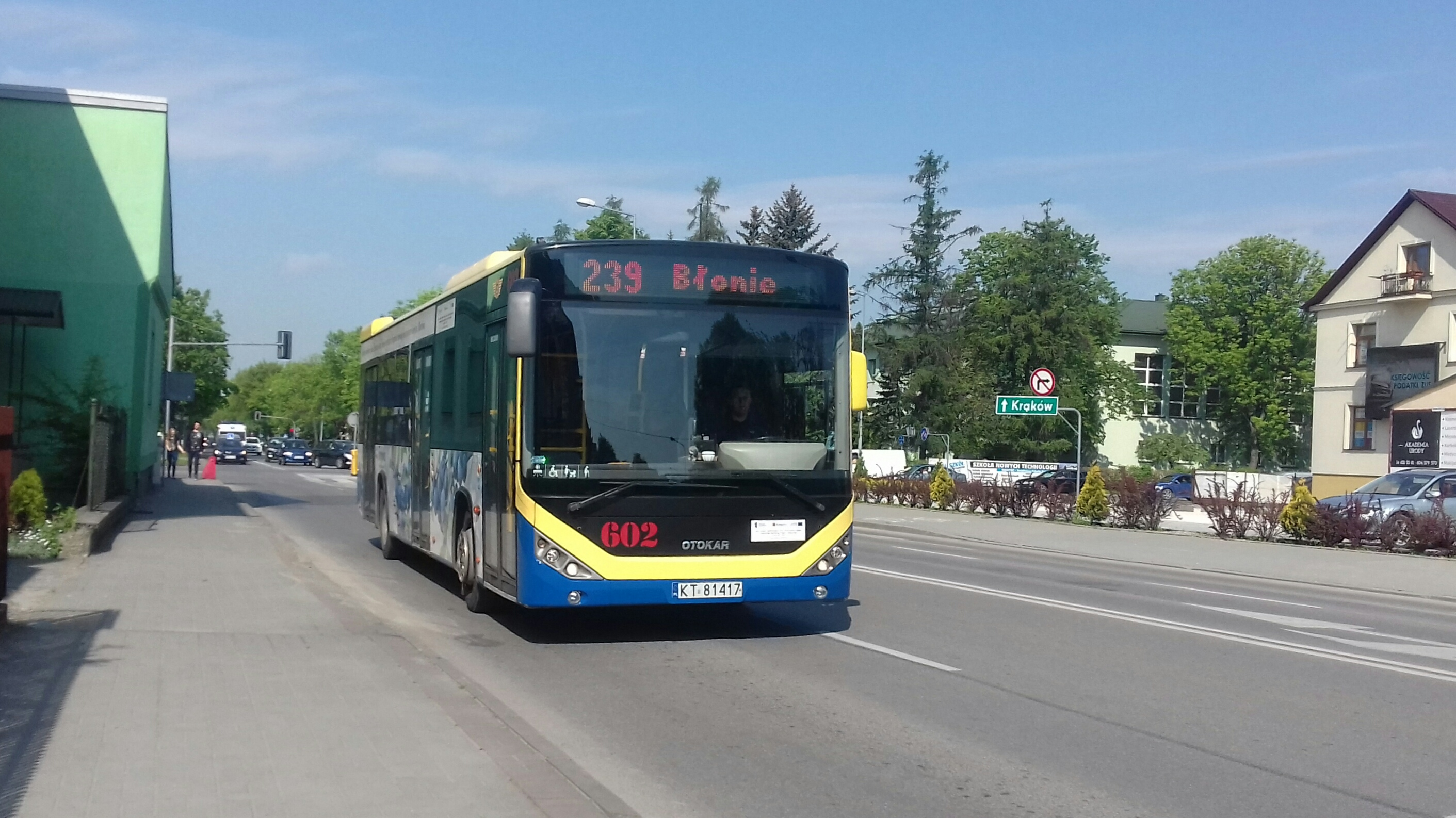
Otokar Kent 290LF

Przebieg tras wg ulic w artykule Komunikacja miejska w Tarnowie

### Obsługiwane linie
Linia 0 (Kapro) Mościce – Jana Pawła II
Linia 1 Mościce – Jana Pawła II
Linia 2 Kochanowskiego Chyszowska - (Jana Pawła II - Os. Westerplatte) Jasna Gemini Park
Linia 3 (Biała) Klikowa – os. Jasna II
Linia 5 Pułaskiego – Wiśniowa – Pułaskiego
Linia 6 Pułaskiego – Wiśniowa – Pułaskiego
Linia 9 (Kapro) Mościce – Szpital Św. Łukasza
Linia 11 (HSG) Fritar – Pułaskiego
Linia 12 Mościce – Osiedle Kolejowe – Ablewicza
Linia 14 Os. Zbylitowska Góra – Jana Pawła II
Linia 24 Pszenna – Marszałka 
Linia 30 Park Wodny – os. Jasna II
Linia 31 Góra Św. Marcina – Szpital Św. Łukasza (Jana Pawła II - Os. Westerplatte)  
Linia 33 Os. Koszyckie – Szpital Św. Łukasza
Linia 34 Do Huty PR – Os. Nauczycielskie
Linia 41 (sezonowo: Przemysłowa Działki) Kochanowskiego Chyszowska – Os. Jasna II
Linia 44 Fritar – Szpital Św. Łukasza
Linia 46 (Kapro) Mościce – Os. Jasna II 
Linia 48 Mościce – Os. Jasna II
Linia 100 Mościce – Dwudniaki – Mościce
Linia 102 Mościce – Mikołajowice – Łętowice – Mościce
Linia 104 Mościce – Bobrowniki Małe 
Obsługiwane gminy
Miasto Tarnów 
Gmina Tarnów (Linia 3)
Gmina Wierzchosławice (Linia 100, 102, 104)

## Usługi
Miejskie Przedsiębiorstwo Komunikacyjne prócz przewozów pasażerskich świadczy usługi w innych dziedzinach. Usługi jakie oferuje spółka to:
- OKRĘGOWA STACJA KONTROLI POJAZDÓW
- PSYCHOLOGIA PRACY
- MYJNIA TIR-BUS
- AUTO GIEŁDA

## Władze Spółki
Zarząd Spółki
Prezes Zarządu Spółki: Robert Pacana
Rada Nadzorcza
- Przewodniczący Rady: Stanisław Dydusiak
- Zastępca Przewodniczącego: Paweł Mróz
- Sekretarz Rady: Emilia Myśko-Wiejowska

Rada Nadzorcza wykonuje stały nadzór nad działalnością Spółki i składa się z trzech członków. Radę Nadzorczą powołuje i odwołuje Zgromadzenie Wspólników.
Zgromadzenie wspólników
- Prezydent Miasta Tarnowa: Jakub Kwaśny

### Struktura organizacyjna
Forma organizacyjno-prawna
- Forma prawna: spółka kapitałowa w formie spółki z ograniczoną odpowiedzialnością
- Forma organizacyjna: przedsiębiorstwo komunalne użyteczności publicznej
- REGON: 850284120
- NIP: 8730020798
- KRS: 0000076369

Struktura własnościowa
- 100% udziałów: Gmina Miasta Tarnowa